# Savanne-ellekrage
Savanne-ellekrage (latin: Coracias abyssinica) er en skrigefugl, der lever i Sahelområdet i Afrika samt i dele af den Arabiske Halvø.